# Сеобе (албум)
Сеобе су трећи студијски албум српске рок групе Кербер. Албум је издат 1986. године.
На албуму су се издвојиле баладе „Кад љубав изда“ и „Још само ову ноћ ми дај“, као и песме „Не играм руски рулет“, „Хајде да се волимо“ и „Човек од меда“ (са Бором Ђорђевићем). Насловна нумера „Боље да сам друге љубио“ је према општем мишљењу постао својеврсна лична карта Кербера.

## Песме
На албуму се налазе следеће песме:

## Информације о албуму
- Горан Шепа - вокал
- Томислав Николић - гитара
- Бранислав Божиновић - клавијатуре
- Зоран Жикић - бас гитара
- Драгољуб Ђуричић - бубњеви